# Natvigia septentrionalis
Natvigia septentrionalis är en tvåvingeart som först beskrevs av Jean-Jacques Kieffer 1922.  Natvigia septentrionalis ingår i släktet Natvigia och familjen fjädermyggor. Inga underarter finns listade i Catalogue of Life.